# Thesaurus Cultus et Rituum Antiquorum
Der Thesaurus Cultus et Rituum Antiquorum (ThesCRA) ist ein mehrbändiges Nachschlagewerk zu den religiösen Kulten und Riten der Antike. Neben Zeugnissen der griechischen, etruskischen und römischen Religion werden auch Zeugnisse benachbarter und früherer Kulturen berücksichtigt, um ihre Einflüsse auf die religiösen Rituale der antiken Religionen aufzuzeigen. Bildliche Darstellungen, Monumente und Texte werden hierbei gleichrangig behandelt.
Der ThesCRA ist nach inhaltlich abgegrenzten Themenkreisen gegliedert, die Grundstruktur basiert auf den drei Niveaus dynamisch, statisch und auswertend. Das dynamische Niveau beinhaltet Rituale und Kulthandlungen wie Prozessionen, Opfer oder Anrufungen, das statische Niveau beinhaltet Kultorte, Kultpersonal und Kultgeräte. Das auswertende Niveau widmet sich der Kombination von dynamischen und statischen Elementen sowohl bei kollektiven als auch bei individuellen Kulthandlungen.
- Band I: Prozessionen; Opfer; Libation; Rauchopfer; Weihgeschenke (2004)
- Band II: Reinigung; Konsekration; Initiation; Heroisierung, Apotheose; Bankett; Tanz; Musik; Kultbilder betreffende Riten und Handlungen (2004)
- Band III: Divination; Gebet, Gebärden und Handlungen des Gebetes; Gebärden und Handlungen der Verehrung; Hikesie; Asylie; Eid; Fluch und Verwünschung; Profanation; Magische Rituale (2005)
- Band IV: Kultorte; Darstellungen von Kultorten (2005)
- Band V: Kultpersonal; Kultinstrumente (2005)
- Band VI:  Altersstufen, Ereignisse und Umstände des Lebens: Geburt und Kleinkindalter; Kindheit und Jugend; Hochzeit; Alter; Tod und Bestattung; Gesundheit, Krankheit, Medizin; Glück und Unglück. // Arbeit, Jagd, Reise: Landwirtschaft; Handwerk; Handel; Jagd; Fischerei; Landreise; Seereise (2011)
- Band VII: Feste und Spiele (2012)
- Band VIII:  Privater und öffentlicher Bereich: Privat/öffentlich; Hauskulte; Öffentliche Kulte; Vereine und Kollegien; Institutionen (inkl. Heerwesen); Monetäre Ökonomie; Recht; Politik, Diplomatie; Krieg. // Polaritäten im religiösen Leben: Männlich/weiblich; Einschliessung/Ausschliessung. // Religiöse Beziehungen zwischen der klassischen Welt und den benachbarten Kulturen: Vorderer Orient; Ägypten; Skythische Welt; Thrakien; Gallien und Germanien; Iberische Welt (2012)
- Index (2014)

Getragen wurde die Erarbeitung und Publikation des Thesaurus von der Stiftung Fondation pour le Lexicon Iconographicum Mythologiae Classicae mit Sitz in Basel. Geleitet wurde das Projekt von einem für die Veröffentlichungen verantwortlichen Redaktionskomitee. Zu dessen Mitgliedern zählten:
- Jean-Charles Balty (Paris/Brüssel) (1982–2013)
- John Boardman (Oxford) (1973–2013)
- Philippe Bruneau (1973–2001)
- Richard G. A. Buxton (Bristol) (2003–2013)
- Giovannangelo Camporeale (Florenz) (1997–2013)
- Fulvio Canciani (Viterbo) (1975–2009)
- Fritz Graf (1997–2005)
- Antoine Hermary (Aix-en-Provence) (2006–2013)
- Tonio Hölscher (Heidelberg) (1997–2013)
- Vassilis Lambrinoudakis (Athen) (1980–2013)
- John Scheid (Paris) (2006–2013)
- Erika Simon (Würzburg) (1973–2013)

Zu den Bänden haben 206 Autoren aus verschiedenen Fachgebieten und 18 Ländern beigetragen.
Die Bände wurden vom J. Paul Getty Museum verlegt.